# Kaliště (Boêmia Central)
Kaliště é uma comuna checa localizada na região da Boêmia Central, distrito de Praha-východ.